# Битка код Елбе
Битка код Елбе је била поморска битка у Првом англо-холандском поморском рату у којој је холандски адмирал Јохан ван Гален напао је са десетак ратних бродова 28. августа 1652. британски конвој код острва Елбе. Тај конвој је пратио вицеадмирал Ричард Бедили са четири ратна брода. После вишечасовног боја Холанђани су заробили енглески ратни брод "Феникс", а вицеадмирал Бедили се са осталим бродовима и конвојем склонио у Тосканску луку Порто Лонгоне - данашњи Порто Ацуро на Елби.